# Лоїхі
Підводна гора Лоїхі — підводний вулкан, розташований за 35 км на південний схід від узбережжя острова Гаваї, приблизно 975 м нижче рівня моря. Ця підводна гора лежить на фланзі Мауна-Лоа, найбільшого щитового вулкана на Землі.

## Опис
Лоїхі, мовою гавайців означає «довгий», є найновітнішим вулканом на Гавайсько-Імператорському хребті, вулканічному пасмі, що простяглося більш ніж на 5800 км на північний захід від Лоїхі і острова Гаваї. На відміну від найактивніших вулканів в Тихому океані, які складають активні континентальні околиці у Тихоокеанському вогняному колі, Лоїхі і інші вулкани Гавайсько-Імператорського хребта утворені гарячою точкою на великій відстані від будь-якої границі тектонічної плити. Вулкани Гавайських островів утворені рухом Тихоокеанської плити над гарячою точкою Гаваї. Лоїхі є наймолодшим вулканом і перебуває на дощитовій стадії утворення.

Розташування Лоїхі на тлі острова Гаваї

Лоїхі почав формуватися близько 400 тисяч років тому і як очікується, здійметься над рівнем моря близько 10-100 тисяч років від сьогодення.
Знаходячись повністю під водою, він досягає висоти три кілометри, проте на глибині 980 метрів.
Лоїхі схожа на вулканічну кальдеру маючи 3,7 км завдовжки і 2,8 км завширшки. Відстань між вершиною Мауна-Лоа і вершиною Лоїхі становить 80 км, що, до речі, є також приблизним діаметром гарячої точки Гаваї. Вершина Лоїхі складається з трьох кратерів, і двох рифтових зон: перша прямує на 11 км на північ, друга — на 19 км у напрямку SSE від вершини.
Кратери на вершині мають назви: Західний, Східний, Пеле. Кратер Пеле — наймолодший з цієї групи і розташований в південній частині вершини. Борти кратеру Пеле мають 200 м заввишки, діаметр близько 540 м та в середньому 20 м завширшки і були утворені в липні 1996 року, коли його попередник, гідротермальне поле поблизу вершини, зазнало руйнації, утворивши велику западину.